# Asian Five Nations 2009
L’Asian Five Nations 2009 (in inglese 2009 Asian Five Nations e, per esigenze di sponsorizzazione, 2009 HSBC Asian 5 Nations) fu la 2ª edizione dell'Asian Five Nations organizzato dall'ARFU, nonché in assoluto il 22º campionato asiatico di rugby a 15.
Il Top 5 e la prima divisione di tale torneo funsero da secondo turno delle qualificazioni asiatiche alla Coppa del Mondo di rugby 2011.
La vincitrice della prima divisione, infatti, guadagnò la promozione al Top 5 dell'edizione 2010, mentre l'ultima classificata del Top 5 2009 retrocedette e fu esclusa dalle eliminatorie; il successivo Top 5 del 2010 funse da turno finale di qualificazione.
Il torneo vide per la seconda volta consecutiva la vittoria del Giappone, al suo diciassettesimo titolo assoluto di campione d'Asia; a retrocedere nella prima divisione fu Singapore mentre a tornare in Top 5 fu il Golfo Persico, che così mantenne vive le sue speranze di centrare la qualificazione alla Coppa del Mondo.
A ottenere un risultato di rilievo fu il Kazakistan che, salvatosi dalla retrocessione solo all'ultima giornata dell'edizione precedente, riuscì a vincere tre incontri, perdendo solo quello contro il Giappone, e a classificarsi come seconda forza asiatica.
I tornei inferiori si disputarono tutti con il metodo dell'eliminazione diretta: la prima divisione si tenne a Dubai e, a parte la vittoria del Golfo Persico, vide la retrocessione della Thailandia in seconda divisione; quest'ultima si svolse a Kuala Lumpur e vide la vittoria, con promozione, della formazione di casa della Malaysia e retrocessione del Pakistan.
Anche la terza divisione, che si tenne a Manila, vide la promozione finale della compagine interna delle Filippine.
Le divisioni regionali si disputarono a Vientiane (vittoria interna del Laos, torneo a girone all'italiana) e a Taškent, dove prevalse la formazione di casa dell'Uzbekistan.
Per tutte le fasi a gironi il sistema di punteggio fu una variante di quello adottato dalle squadre dell'Emisfero Sud, vale a dire 5 punti (invece di 4) per la vittoria, 2 punti per il pareggio, 0 punti per la sconfitta; un eventuale punto di bonus sia per avere realizzato almeno quattro mete in un incontro e un ulteriore eventuale punto di bonus per la sconfitta con sette o meno punti di scarto.

## Squadre partecipanti
| Top 5         | Divisione 1   | Divisione 2 | Divisione 3 | Divisioni regionali | Divisioni regionali |
| Top 5         | Divisione 1   | Divisione 2 | Divisione 3 | Girone 1            | Girone 2            |
| ------------- | ------------- | ----------- | ----------- | ------------------- | ------------------- |
| Corea del Sud | Golfo Persico | Cina        | Filippine   | Brunei              | Kirghizistan        |
| Giappone      | Sri Lanka     | Indonesia   | Guam        | Cambogia            | Mongolia            |
| Hong Kong     | Taipei cinese | Malaysia    | Indonesia   | Laos                | Uzbekistan          |
| Kazakistan    | Thailandia    | Pakistan    | Iran        |                     |                     |
| Singapore     |               |             |             |                     |                     |

## Top 5
| Seul 25 aprile 2009, ore 14 UTC+9                                                                                           | Corea del Sud | 65 – 0 referto | Singapore | Tancheon Sports Complex |
| Lee 15’, 75’ Choi 24’, 40’ Kim S-s 27’, 45’ Han 36’, 51’ Cha 64’ Kim Y-w 70’, 80’ mt Hong 15’, 24’, 27’ Kim Y-w 64’, 75’ tr |               |                |           |                         |
| |               |                |           |                         |
| Lee 15’, 75’ Choi 24’, 40’ Kim S-s 27’, 45’ Han 36’, 51’ Cha 64’ Kim Y-w 70’, 80’                                           | mt            |                |           |                         |
| Hong 15’, 24’, 27’ Kim Y-w 64’, 75’                                                                                         | tr            |                |           |                         |

| Arbitro: | Anthony Lothian |

| |      |                |
| Imamura 9’, 72’ Kikutani 13’ Webb 16’, 37’ Gorōmaru 33’, 40’ Robins 41’ Yatomi 54’ Thompson 61’ Leitch 68’ Tarrant 77’ Yoshida 80’ | mt   | 44’ Abdrazakov |
| Webb 9’, 14’, 16’, 28’, 37’, 41’, 54’, 61’, 68’ Gorōmaru 77’, 80’                                                                  | tr   | 44’ Čerkašin   |
| | c.p. | 28’ Čerkašin   |

| Arbitro: | Mohammad Azhar |

|                  |      | |
|                  | mt   | 7’ Tarrant 18’ Kawamata 34’ Nakayama 36’, 47’ Hatakeyama 43’ Kikutani 51’ Ono 64’ Onozawa 75’ Tanaka |
|                  | tr   | 18’, 34’, 36’, 43’, 47’, 51’, 75’ Nicholas                                                           |
| Pannell 10’, 30’ | c.p. | |

| Almaty 2 maggio 2009, ore 16 UTC+6 | Kazakistan | 30 – 27 referto            | Corea del Sud | Stadio Centrale (2600 spett.) |
| Rudoj 35’, 42’, 52’ mt 50’ Chae 55’ Jeong 57’ Hae Lifontov 35’, 42’, 52’ tr 50’ Hong 52’, 57’ Kim Y-w Lifontov 9’, 26’, 73’ c.p. 62’ Kim Y-w drop 3’ Hong |            |                            |               |                               |
| |            |                            |               |                               |
| Rudoj 35’, 42’, 52’ | mt         | 50’ Chae 55’ Jeong 57’ Hae |               |                               |
| Lifontov 35’, 42’, 52’ | tr         | 50’ Hong 52’, 57’ Kim Y-w  |               |                               |
| Lifontov 9’, 26’, 73’ | c.p.       | 62’ Kim Y-w                |               |                               |
| | drop       | 3’ Hong                    |               |                               |

| Seul 9 maggio 2009, ore 14 UTC+9 | Corea del Sud | 36 – 34 referto                          | Hong Kong | Tancheon Sports Complex |
| Heo 1’ Yang 4’ Kim S-s 7’ Hae 16’ Jeong 38’ Hwang 52’ mt 46’, 64’, 80’ Raby 76’ Smith 78’ Rolston Lee 7’ Chae 16’ Kim Y-w 38’ tr 46’, 64’ Pannell 76’ Elliot c.p. 32’ Pannell |               |                                          |           |                         |
| |               |                                          |           |                         |
| Heo 1’ Yang 4’ Kim S-s 7’ Hae 16’ Jeong 38’ Hwang 52’ | mt            | 46’, 64’, 80’ Raby 76’ Smith 78’ Rolston |           |                         |
| Lee 7’ Chae 16’ Kim Y-w 38’ | tr            | 46’, 64’ Pannell 76’ Elliot              |           |                         |
| | c.p.          | 32’ Pannell                              |           |                         |

| Singapore 9 maggio 2009, ore 17 UTC+8 | Singapore | 19 – 22 referto                          | Kazakistan | Yio Chu Kang Stadium |
| A. Lee 21’ mt 13’ Solovjev 49’ Čerkašin 78’ Guselnikov Forrester 21’ tr 13’, 49’ Lifontov Forrester 44’, 48’, 71’, 75’ c.p. 28’ Lifontov |           |                                          |            |                      |
| |           |                                          |            |                      |
| A. Lee 21’ | mt        | 13’ Solovjev 49’ Čerkašin 78’ Guselnikov |            |                      |
| Forrester 21’ | tr        | 13’, 49’ Lifontov                        |            |                      |
| Forrester 44’, 48’, 71’, 75’ | c.p.      | 28’ Lifontov                             |            |                      |

| Arbitro: | S.F. Herbert |

| |      |               |
| Webb 6’, 57’ Gorōmaru 8’ Tarrant 25’, 67’ Onozawa 32’, 51’, 70’, 80’ Nicholas 37’, 41’ Imamura 71’ | mt   |               |
| Nicholas 6’, 25’, 32’, 37’, 57’, 67’, 70’, 71’, 80’ Webb 41’                                       | tr   |               |
| | c.p. | 17’, 48’ Hong |
| | drop | 43’ Hong      |

| Hong Kong 16 maggio 2009, ore 16 UTC+8 | Hong Kong | 64 – 6 referto         | Singapore | Hong Kong Stadium |
| Smith 12’, 25’ Varty 33’, 51’, 80’ Raby 42’, 49’, 67’, 74’ mt Pannell 12’, 25’, 33’, 42’, 49’, 51’, 74’ McKee 80’ tr Pannell 10’ c.p. 8’ Forrester 41’ Shing |           |                        |           |                   |
| |           |                        |           |                   |
| Smith 12’, 25’ Varty 33’, 51’, 80’ Raby 42’, 49’, 67’, 74’                                                                                                   | mt        |                        |           |                   |
| Pannell 12’, 25’, 33’, 42’, 49’, 51’, 74’ McKee 80’ | tr        |                        |           |                   |
| Pannell 10’ | c.p.      | 8’ Forrester 41’ Shing |           |                   |

| Arbitro: | Ho Lui |

|                                     |      |                                                                |
|                                     | mt   | 5’, 58’ Ono 11’, 31’ Kikutani 15’ Taira 45’ Imamura 66’ Toyata |
|                                     | tr   | 5’, 1531’, 58’, 66’ Yoshida                                    |
| Cumbers 35’, 41’, 48’, 53’ Chew 77’ | c.p. |                                                                |

| Almaty 24 maggio 2009, ore 16 UTC+6                                                                       | Kazakistan | 25 – 6 referto  | Hong Kong | Stadio Centrale |
| Mašurov 16’ Akymbekov 23’ Abdrazakov 80+2’ mt Lifontov 16’, 23’ tr Lifontov 41’, 57’ c.p. 4’, 60’ Pannell |            |                 |           |                 |
| |            |                 |           |                 |
| Mašurov 16’ Akymbekov 23’ Abdrazakov 80+2’                                                                | mt         |                 |           |                 |
| Lifontov 16’, 23’                                                                                         | tr         |                 |           |                 |
| Lifontov 41’, 57’                                                                                         | c.p.       | 4’, 60’ Pannell |           |                 |

### Classifica
|  | Squadra       | G | V | N | P | P+  | P-  | diff. | B | PT |
|  | ------------- | - | - | - | - | --- | --- | ----- | - | -- |
|  | Giappone      | 4 | 4 | 0 | 0 | 271 | 40  | +231  | 4 | 24 |
|  | Kazakistan    | 4 | 3 | 0 | 1 | 87  | 139 | -52   | 0 | 15 |
|  | Corea del Sud | 4 | 2 | 0 | 2 | 137 | 144 | -7    | 3 | 13 |
|  | Hong Kong     | 4 | 1 | 0 | 3 | 110 | 126 | -16   | 3 | 8  |
|  | Singapore     | 4 | 0 | 0 | 4 | 40  | 196 | -156  | 1 | 1  |

## 1ª divisione
|  | Semifinali    | Semifinali    | Semifinali    |               |               | Finale          | Finale          | Finale          |  |
|  |               |               |               |               |               |                 |                 |                 |  |
|  | Golfo Persico | Golfo Persico | 36            |               |               |                 |                 |                 |  |
|  | Golfo Persico | Golfo Persico | 36            |               |               |                 |                 |                 |  |
|  | Thailandia    | Thailandia    | 17            |               |               |                 |                 |                 |  |
|  | Thailandia    | Thailandia    | 17            |               | Golfo Persico | Golfo Persico   | 44              |                 |  |
|  |               |               |               |               | Golfo Persico | Golfo Persico   | 44              |                 |  |
|  |               |               | Taipei cinese | Taipei cinese | 24            |                 |                 |                 |  |
|  | Taipei cinese | Taipei cinese | Taipei cinese | Taipei cinese | 24            | 36              |                 |                 |  |
|  | Taipei cinese | Taipei cinese |               |               |               | 36              |                 |                 |  |
|  | Sri Lanka     | Sri Lanka     | 24            |               |               | Finale 3º posto | Finale 3º posto | Finale 3º posto |  |
|  | Sri Lanka     | Sri Lanka     | 24            |               |               |                 |                 |                 |  |
|  |               |               |               |               |               |                 |                 |                 |  |
|  |               |               |               |               |               | Thailandia      | Thailandia      | 51              |  |
|  |               |               |               |               |               | Thailandia      | Thailandia      | 51              |  |
|  |               |               |               |               |               | Sri Lanka       | Sri Lanka       | 17              |  |

## 2ª divisione
|  | Semifinali | Semifinali | Semifinali |          |      | Finale          | Finale          | Finale          |  |
|  |            |            |            |          |      |                 |                 |                 |  |
|  | Cina       | Cina       | 25         |          |      |                 |                 |                 |  |
|  | Cina       | Cina       | 25         |          |      |                 |                 |                 |  |
|  | Pakistan   | Pakistan   | 19         |          |      |                 |                 |                 |  |
|  | Pakistan   | Pakistan   | 19         |          | Cina | Cina            | 15              |                 |  |
|  |            |            |            |          | Cina | Cina            | 15              |                 |  |
|  |            |            | Malaysia   | Malaysia | 43   |                 |                 |                 |  |
|  | Malaysia   | Malaysia   | Malaysia   | Malaysia | 43   | 43              |                 |                 |  |
|  | Malaysia   | Malaysia   |            |          |      | 43              |                 |                 |  |
|  | India      | India      | 29         |          |      | Finale 3º posto | Finale 3º posto | Finale 3º posto |  |
|  | India      | India      | 29         |          |      |                 |                 |                 |  |
|  |            |            |            |          |      |                 |                 |                 |  |
|  |            |            |            |          |      | Pakistan        | Pakistan        | 3               |  |
|  |            |            |            |          |      | Pakistan        | Pakistan        | 3               |  |
|  |            |            |            |          |      | India           | India           | 44              |  |

## 3ª divisione
|  | Semifinali | Semifinali | Semifinali |           |      | Finale          | Finale          | Finale          |  |
|  |            |            |            |           |      |                 |                 |                 |  |
|  | Guam       | Guam       | 23         |           |      |                 |                 |                 |  |
|  | Guam       | Guam       | 23         |           |      |                 |                 |                 |  |
|  | Indonesia  | Indonesia  | 3          |           |      |                 |                 |                 |  |
|  | Indonesia  | Indonesia  | 3          |           | Guam | Guam            | 0               |                 |  |
|  |            |            |            |           | Guam | Guam            | 0               |                 |  |
|  |            |            | Filippine  | Filippine | 25   |                 |                 |                 |  |
|  | Filippine  | Filippine  | Filippine  | Filippine | 25   | 15              |                 |                 |  |
|  | Filippine  | Filippine  |            |           |      | 15              |                 |                 |  |
|  | Iran       | Iran       | 0          |           |      | Finale 3º posto | Finale 3º posto | Finale 3º posto |  |
|  | Iran       | Iran       | 0          |           |      |                 |                 |                 |  |
|  |            |            |            |           |      |                 |                 |                 |  |
|  |            |            |            |           |      | Indonesia       | Indonesia       | 13              |  |
|  |            |            |            |           |      | Indonesia       | Indonesia       | 13              |  |
|  |            |            |            |           |      | Iran            | Iran            | 48              |  |

## Divisioni regionali

### Girone 1
| Data      | Incontro          | Risultato | Sede      |
| --------- | ----------------- | --------- | --------- |
| 22-3-2009 | Laos ― Brunei     | 28–8      | Vientiane |
| 25-3-2009 | Brunei ― Cambogia | 21–10     | Vientiane |
| 28-3-2009 | Laos ― Cambogia   | 8–3       | Vientiane |

|  | Classifica | G | V | N | P | P+ | P- | diff. | B | PT |
|  | ---------- | - | - | - | - | -- | -- | ----- | - | -- |
|  | Laos       | 2 | 2 | 0 | 0 | 36 | 11 | +25   | 0 | 5  |
|  | Brunei     | 2 | 1 | 0 | 1 | 29 | 38 | -9    | 0 | 2  |
|  | Cambogia   | 2 | 0 | 0 | 2 | 13 | 29 | -16   | 0 | 0  |

### Girone 2
|  | 1º turno     | 1º turno     | 1º turno   |            |              | Finale       | Finale | Finale |  |
|  |              |              |            |            |              |              |        |        |  |
|  | Kirghizistan | Kirghizistan | 38         |            |              |              |        |        |  |
|  | Kirghizistan | Kirghizistan | 38         |            |              |              |        |        |  |
|  | Mongolia     | Mongolia     | 21         |            |              |              |        |        |  |
|  | Mongolia     | Mongolia     | 21         |            | Kirghizistan | Kirghizistan | 12     |        |  |
|  |              |              |            |            | Kirghizistan | Kirghizistan | 12     |        |  |
|  |              |              | Uzbekistan | Uzbekistan | 31           |              |        |        |  |